# Diskontinuierliche Galerkin-Methode
Die diskontinuierliche Galerkin-Methode (dG-Methode) benutzt im Gegensatz zur konformen Finite-Elemente-Methode unstetige Ansatzfunktionen. Deshalb greift man zur diskontinuierlichen Galerkin-Methode, wenn die Lösung eines Problems Unstetigkeiten, Singularitäten oder steile Gradienten aufweist.
Ähnlich wie bei der Finiten-Element-Methode (FEM) zerlegt man das gegebene Gebiet in Elemente {\displaystyle K} und nennt die Triangulation z. B. {\displaystyle {\cal {T_{h}}}} (siehe Triangulierung offener Mengen in {\displaystyle \mathbb {R} ^{n}}).
Während man konforme Finite-Elemente-Methoden mit Hilfe von Sobolev-Räumen beschreibt, nutzt man zur Beschreibung der diskontinuierlichen Galerkin-Methode gebrochene Sobolev-Räume. Man definiere
{\displaystyle H^{k}(\Omega ,{\cal {T_{h})=\{v\in L^{2}(\Omega ):v|_{K}\in H^{k}(K)\forall \,K\in {\cal {T_{h}\}.}}}}}
Das bedeutet: stückweise, auf jedem Element {\displaystyle K} der Zerlegung {\displaystyle {\cal {T_{h}}}} des Gebietes, hat man Zugehörigkeit zu einem Sobolev-Raum {\displaystyle H^{k}}, aber nicht global auf dem Gebiet {\displaystyle \Omega }.
Exemplarisch betrachte man die elliptische Randwertaufgabe in einem d-dimensionalen Gebiet.
{\displaystyle -\triangle u=f\quad {\rm {in}}\,\Omega ,u=0\quad {\rm {auf}}\,\partial \Omega }
Ausgangspunkt für einen Zugang zu dG-Methoden ist eine gemischte Formulierung des Ausgangsproblems. Dazu führt man den Vektor {\displaystyle {\bf {q}}:=\nabla u} ein und das System
{\displaystyle {\begin{array}{rcl}\nabla u&=&{\bf {q,}}\\-\nabla \cdot {\bf {q}}&=&f.\end{array}}}
Nun multipliziert man die erste Gleichung mit {\displaystyle {\bf {r}}\in H^{1}(\Omega ,{\cal {T_{h})^{d}}}}, die zweite mit {\displaystyle v\in H^{1}(\Omega ,{\cal {T_{h})}}} und erhält durch Anwendung des Greenschen Integralsatzes (partielle Integration)
{\displaystyle {\begin{array}{rcl}\int _{K}{\bf {q}}\cdot {\bf {r}}&=&-\int _{K}u\nabla \cdot {\bf {r}}+\int _{\partial K}u\,{\bf {r}}\cdot {\bf {n}},\\\int _{K}{\bf {q}}\cdot \nabla v&=&\int _{K}f\,v+\int _{\partial K}v\,{\bf {q\cdot n}}.\end{array}}}
Im nächsten Schritt werden diskrete Räume eingeführt. Es sei
{\displaystyle S_{hk}=\{v\in L^{2}(\Omega ):v|_{K}\in P_{p}(K)\forall \,K\in {\cal {T_{h}\}.}}}
Das sind also stückweise Polynome vom Grad p, global unstetig. Ist nun
{\displaystyle \Sigma _{hk}=(S_{hk})^{d},}
so kann man das diskrete Problem folgendermaßen formulieren:
Finde {\displaystyle u_{h}\in S_{hk}} und  {\displaystyle {\bf {q}}_{h}\in \Sigma _{hk}},
so dass
{\displaystyle {\begin{array}{rcl}\sum _{K}\int _{K}{\bf {q_{h}}}\cdot {\bf {r_{h}}}&=&-\sum _{K}\int _{K}u_{h}\nabla \cdot {\bf {r_{h}}}+\sum _{K}\int _{\partial K}{\hat {u}}\,{\bf {r_{h}}}\cdot {\bf {n}}\quad \forall {\bf {r}}_{h}\in \Sigma _{hk},\\\sum _{K}\int _{K}{\bf {q_{h}}}\cdot \nabla v_{h}&=&\int _{K}f\,v_{h}+\sum _{K}\int _{\partial K}v_{h}\,{\bf {{\hat {q}}\cdot n}}\quad \forall v_{h}\in S_{hk}.\end{array}}}
Dabei sind {\displaystyle {\hat {u}}={\hat {u}}(u_{h},{\bf {q}}_{h})} und {\displaystyle {\hat {\bf {q}}}={\hat {\bf {q}}}(u_{h},{\bf {q}}_{h})} Approximationen von {\displaystyle u_{h}} und {\displaystyle {\bf {q}}_{h}}. Die genaue Festlegung dieser Größen unterscheidet verschiedene dG-Methoden. Dazu führt man nun Mittel- und Sprungoperatoren ein.
Auf jeder Kante der Triangulation ist jede Funktion {\displaystyle v\in H^{1}(\Omega ,{\cal {T_{h})}}} im Allgemeinen unstetig.
{\displaystyle <v>} sei der Mittelwert, {\displaystyle [v]} der Sprung von v auf einer inneren Kante.
Eine wichtige Methode ist die lokale unstetige Galerkinmethode (LDG). Sie ist definiert durch
{\displaystyle {\hat {u}}=<u_{h}>-[u_{h}]{\bf {\beta }}\cdot {\bf {n}}}
und
{\displaystyle {\hat {\bf {q}}}\cdot {\bf {n}}=[{\bf {q}}_{h}]\cdot {\bf {n}}+{\bf {\beta }}[{\bf {q}}_{h}\cdot {\bf {n}}]\cdot {\bf {n}}-\alpha [u_{h}]} auf inneren Kanten
bzw.
{\displaystyle {\hat {\bf {q}}}\cdot {\bf {n}}={\bf {q}}_{h}\cdot {\bf {n}}-\alpha u_{h}} auf Randkanten
{\displaystyle \alpha } und der Vektor {\displaystyle {\bf {\beta }}} sind Parameter, für {\displaystyle \alpha >0} besitzt das diskrete Problem eine eindeutige Lösung. Die LDG zeichnet sich dadurch aus, dass die Definition von {\displaystyle {\hat {u}}} nicht von {\displaystyle {\bf {q}}_{h}} abhängt. Das erlaubt, lokal {\displaystyle {\bf {q}}_{h}} zu eliminieren. Diese Eigenschaft führte zum Namen LDG.
Für die LDG kann man eine ähnliche Fehlerabschätzung beweisen wie für Finite-Element-Methoden, wenn man eine quasiuniforme Triangulation voraussetzt (siehe  Triangulierung offener Mengen in {\displaystyle {\cal {R}}^{n}}  ):
{\displaystyle \|u-u_{h}\|_{H^{1}(\Omega ,{\cal {T_{h})}}}\leq C\,h^{p}\,|u|_{p+1}.}
Alternativ zu dem beschriebenen Zugang über eine gemischte Formulierung gibt es einen direkten Zugang zur dG-Methode. Dabei wird das Ausgangsproblem mit einer unstetigen Testfunktion multipliziert, partiell integriert, geschickt
umgeformt und eventuell noch stabilisiert. In einer Arbeit von Brezzi u. a. 2000 wurde gezeigt, wie man eine direkte bzw. primale dG in eine gemischte bzw. duale umrechnen kann.